# متیو فونتین موری

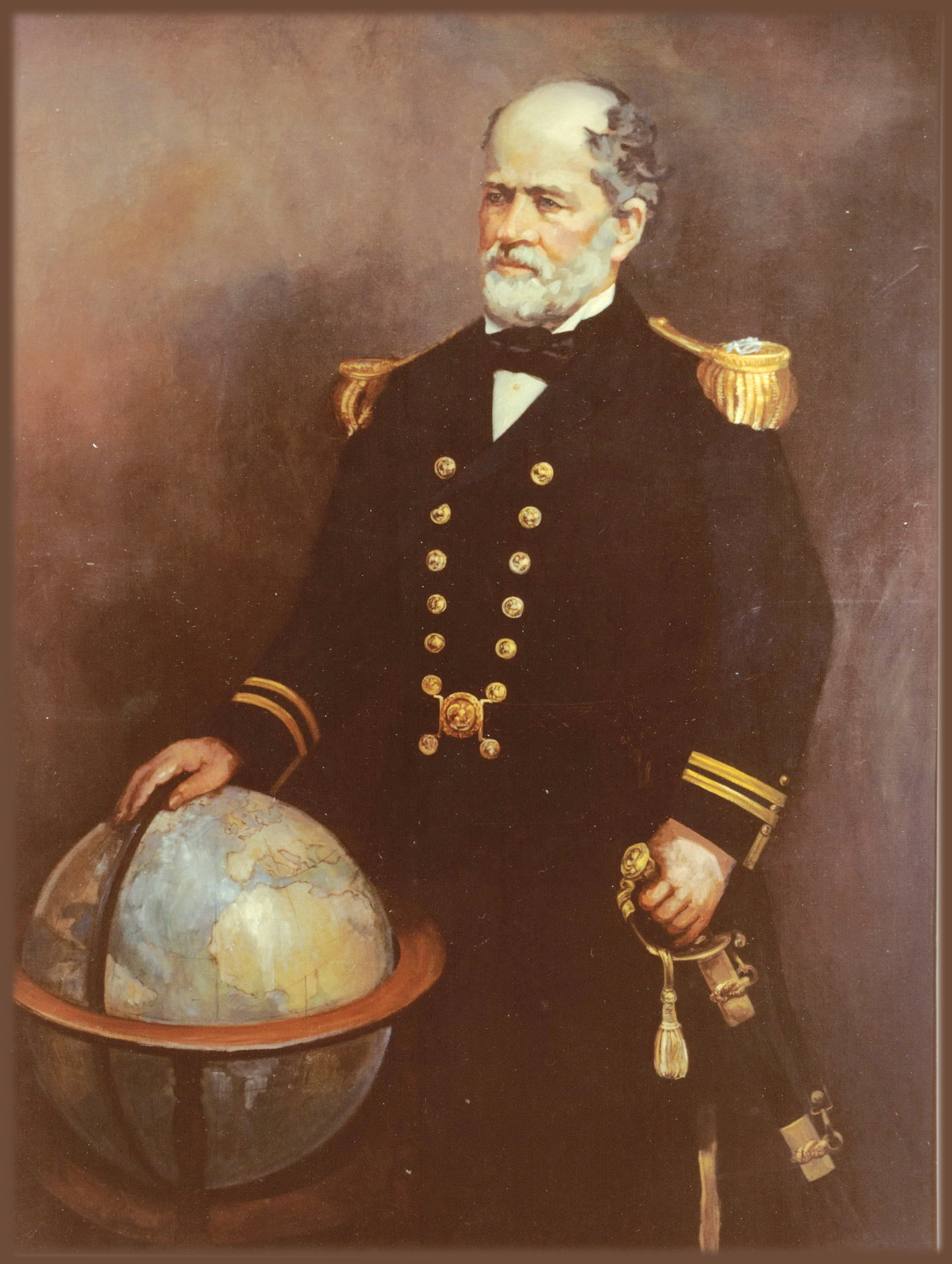
تابلوی نقاشی متیو فونتین موری، اثری از نقاش آمریکایی «اِلا سوفونیسبا هرگشایمر» - ۱۹۲۳

متیو فونتین موری (به انگلیسی: Matthew Fontaine Maury) ‏(زاده ۱۴ ژانویهٔ ۱۸۰۶ - درگذشته ۱ فوریهٔ ۱۸۷۳) از نیروی دریایی ایالات متّحدهٔ آمریکا، یک اخترشناس، تاریخ‌دان، اقیانوس‌نگار، هواشناس، نقشه‌نگار، نویسنده، زمین‌شناس، و آموزگار آمریکایی بود.
موری را با عنوان "راه‌یاب دریاها" و "پدر اقیانوس‌نگاری و هواشناسی دریایی" می‌شناسند. در سال ۱۸۵۵، او کتاب جغرافیای طبیعی دریاها را منتشر کرد که نخستین کتاب بزرگ و جامع اقیانوس‌نگاری در تاریخ به شمار می‌رود. موری کارهای مهمّ بسیاری در زمینهٔ ترسیم آماری بادها و جریان‌های اقیانوسی انجام داد، ازجمله این که او مطالعاتی را در مورد جریان گلف استریم که قبلاً به‌وسیلهٔ بنجامین فرانکلین شناخته شده‌بود، به انجام رساند. او مسیر این جریان را روی نقشه ترسیم کرد و پهنا، عمق، و سرعت آن را اندازه گرفت. اطّلاعات دقیق مربوط به سرعت و جهت این جریان، مدّت زمان دریانوردی میان ایالات متّحده و انگلیس را کاهش داد.